# Кубок України з волейболу серед жінок 2010—2011
Кубок України з волейболу серед жіночих команд 2010—11 — 18-й розіграш Кубка України з волейболу серед жіночих команд. У турнірі брали участь 16 команд. 

## Перший етап
В сезоні 2010—11 кубок України стартує 2 вересня 2010 року. Ігри першого етапу пройдуть у чотирьох містах — Євпаторії, Сєвєродонецьку, Южному і Чорткові з 2 по 5 вересня 2010 року. 16 команд були роізділені на 4 підгрупи за двома ознаками територіальній і рейтинговій. Тобто до однієї підгрупи не можуть потрапити більше двох команд, які представляють суперлігу. В підгрупах команди грають по колу. Розклад ігор за таблицею Бергера (в 1-й день між собою зустрічаються 1-4 і 2-3, 2-й день: 1-2 і 3-4, 3 день: 1-3 і 2-4). До наступного, другого етапу, потрапляють команди, які зайняли на першому етапі 1-2 місця у кожній підгрупі.

### Підгрупа А-1 (Южне)
1. СК «Хімік» м. Южне
2. «Кряж-Медуніверситет» м. Вінниця
3. «Круг» м. Черкаси
4. СК «Спортліцей-Університет» м. Біла Церква

### Підгрупа А-2 (Євпаторія)
- «Джінестра» м. Одеса
- «Керкінітида» м. Євпаторія
- «ДонДует-ШВСМ» м. Донецьк
- ВСК «Харків'янка» м. Харків

### Підгрупа А-3 (Чортків)
- «Галичанка-Динамо-ТНЕУ» м. Тернопіль
- «Волинь-Університет-ОДЮСШ» м. Луцьк
- «Регіна-МЕГУ» м. Рівне
- «Галичанка-ТНЕУ-2» м. Чортків

### Підгрупа А-4 (Сєвєродонецьк)
1. «Сєвєродончанка» м. Сєвєродонецьк
2. «Орбіта-Університет» м. Запоріжжя
3. «Сєвєродончанка-2» м. Сєвєродонецьк
4. «Іскра» м. Луганськ

## Другий етап

### Підгрупа Б-1 (Луцьк)
1. «Волинь-Університет-ОДЮСШ» (Луцьк)
2. «Хімік» (Южне)
3. «Орбіта-Університет» (Запоріжжя)
4. «Керкінітида» (Євпаторія)

### Підгрупа Б-2 (Одеса)
1. «Галичанка-Динамо-ТНЕУ» (Тернопіль)
2. «Джінестра» (Одеса)
3. «Сєвєродончанка» (Сєвєродонецьк)
4. «Кряж-Медуніверситет» (Вінниця)

## Фінал чотирьох
Вирішальні ігри турніру пройшли у місті Южному Одеської області.

### Півфінали
| грудень 2010 |

| «Волинь» | 1 – 3 (16:25, 25:14, 21:25, 18:25) | «Джінестра» |
| -------- | ---------------------------------- | ----------- |
|          |                                    |             |

|  |

«Волинь-Університет-ОДЮСШ»:...
«Джінестра»:...
| 22 грудня 2010 |

| «Хімік» | 3 – 1 (18:25, 25:23, 25:20, 25:18) | «Галичанка» |
| ------- | ---------------------------------- | ----------- |
|         |                                    |             |

| ФСК «Олімп» (Южне) Глядачів: 233 Арбітр: М. Мельник (Івано-Франківськ), В. Козловський (Рівне) |

«Хімік»: Катерина Кальченко, Яніна Журовська, Наталія Захарчук, Дар'я Степановська (к), Оксана Бибик, Дар'я Озбек;  Світлана Оболонська (л), Христина Пугачева, Юлія Герасимова, Юлія Шелухіна (Первухіна). Тренер — Євген Ніколаєв.
«Галичанка-Динамо-ТНЕУ»: Юлія Лонюк, Ольга Кисіль, Тетяна Хилюк, Наталія Чернецька, Олена Туркула (к), Надія Кодола; Вікторія Дельрос (л), Олена Прокопенко, Тетяна Танащук. Тренер — Андрій Романович.
- Кращі гравці (версія ФВУ): Журовська — Туркула.

### Матч за третє місце
| грудень 2010 |

| «Волинь» | 0 – 3 (14:25, 19:25, 22:25) | «Галичанка» |
| -------- | --------------------------- | ----------- |
|          |                             |             |

|  |

«Волинь-Університет-ОДЮСШ»:...
«Галичанка-Динамо-ТНЕУ»:...

### Фінал
| 23 грудня 2010 |

| «Хімік» | 0 – 3 (19:25, 17:25, 15:25) | «Джінестра» |
| ------- | --------------------------- | ----------- |
|         |                             |             |

| ФСК «Олімп» (Южне) Глядачів: 1200 Арбітр: В. Козловський (Рівне), М. Мельник (Івано-Франківськ) |

|                  |   | Катерина Кальченко  |
|                  |   | Яніна Журовська     |
|                  |   | Наталія Захарчук    |
|                  |   | Дар'я Степановська  |
|                  |   | Оксана Бибик        |
|                  |   | Дар'я Озбек         |
|                  | л | Світлана Оболонська |
|                  |   | Христина Пугачева   |
|                  |   | Юлія Герасимова     |
|                  |   | Ірина Брезгун       |
|                  |   | Юлія Шелухіна (мл.) |
|                  |   | Олена Новгородченко |
| Головний тренер: |   |                     |
| Євген Ніколаєв   |   |                     |

|                   |   | Марина Захожа      |
|                   |   | Тетяна Козлова     |
|                   |   | Віра Козак         |
|                   |   | Юлія Озтіре        |
|                   |   | Ірина Трушкіна     |
|                   |   | Анастасія Смирнова |
|                   | л | Оксана Курило      |
| Головний тренер:  |   |                    |
| Олена Соколовська |   |                    |

Кращі гравці (версія ФВУ): Оболонська — Захожа.
Більш досвідчені одеситки здобули перемогу над лідером чемпіонату за 65 хвилин (23+21+21).